# Чарльз Кнапп (вчений)
Чарльз Кнапп (англ. Charles Knapp; 22 червня 1868 — 17 вересня 1936) — американський вчений-антикознавець.

## Життєпис
Чарльз Кнапп народився в Нью-Йорку. Він закінчив Колумбійський університет у віці 19 років і отримав ступінь доктора філософії (Ph.D.) у 1890 році у віці 22 років, будучи стипендіатом у 1887—1890 роках. Він став викладачем латинської мови (1890—1891) і був призначений викладачем латинської та грецької мов (1891—1902), а також ад'юнкт-професором класичної філології (1902–06) . У 1906 році він став професором класичної філології в Барнард-коледжі, жіночому гуманітарному коледжі при Колумбійському університеті.
Інтелектуал у душі, Кнапп, тим не менш, дуже подобався своїм студентам, про що йдеться в книзі Barnard College: The First Fifty Years, яка описує історію жіночого коледжу та видана Колумбійським університетом.
Доктор Кнапп казав своїм першокурсникам, що він і вони схожі на мандрівників на шляху навчання, а відстань між ними така мала, порівняно з довжиною дороги, що це не повинно бути перешкодою для приємного спілкування на ній. Протягом усього свого довгого викладацького життя це було його характерним ставленням, і його студенти визнавали, що його пристрасть до інтелектуальної чесності та наполегливої праці були рівними його доброті та ентузіазму.

## Наукові праці
- Stories from Aulus Gellius (1895)
- Selections from Viri Romae (1896), in collaboration with R. Arrowsmith
- The Æneid of Virgil (1901, books I—VI, selections VII—XII)

Кнапп публікувався у American Journal of Philology, Classical Journal, Classical Philology, Classical Review і Classical Weekly (в 1906 році він став відповідальним редактором). Він також писав статті на класичні теми до енциклопедичних праць.

## Сім'я
Кнапп одружився з Терезою Шоу в 1889 році у Манхеттені, Нью-Йорк. Подружжя мало одного сина, Чарльза М. Кнаппа, який народився 21 вересня 1892 року.